# Bad Honnef
Bad Honnef (cho đến ngày 26 Tháng 1 năm 1960: Honnef)  là một thành phố ở huyện Rhein-Sieg ở rìa phía nam của bang Nordrhein-Westfalen của Đức. Nó nằm ở phía đông của sông Rhein và có biên giới qua sông này về phía tây bắc với quận Bad Godesberg của thành phố Bonn và bang Rheinland-Pfalz.
Thành phố này từng được biết đến là thị trấn dưỡng bệnh, được Alexander von Humboldt gọi là "Nice của vùng Rhein" do khí hậu ôn hòa quanh năm. Konrad Adenauer, thủ tướng đầu tiên của nước Cộng hòa Liên bang Đức, sống ở quận Rhöndorf của thành phố, cho đến khi ông qua đời năm 1967.
Trong những thập kỷ gần đây thị trấn dưỡng bệnh trước đây đã phát triển thành một trung tâm hội nghị.
Khoảng 25.000 người sống ở đó.